# Aldorf
Aldorf (románul: Unirea, 1959-ig Aldorf, népiesen Aldrof vagy Aldru, németül: Wallendorf, szászul Wualdraf) falu Romániában, Erdélyben, Beszterce-Naszód megyében, Besztercétől egy km-re északkeletre.

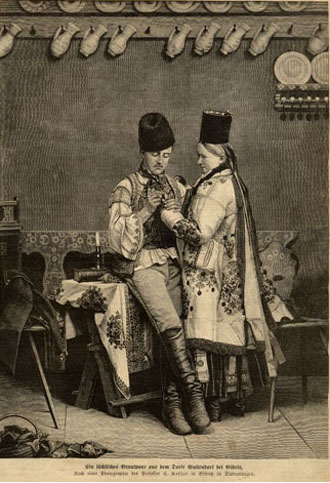
Aldorfi szász jegyespár 1874-ből

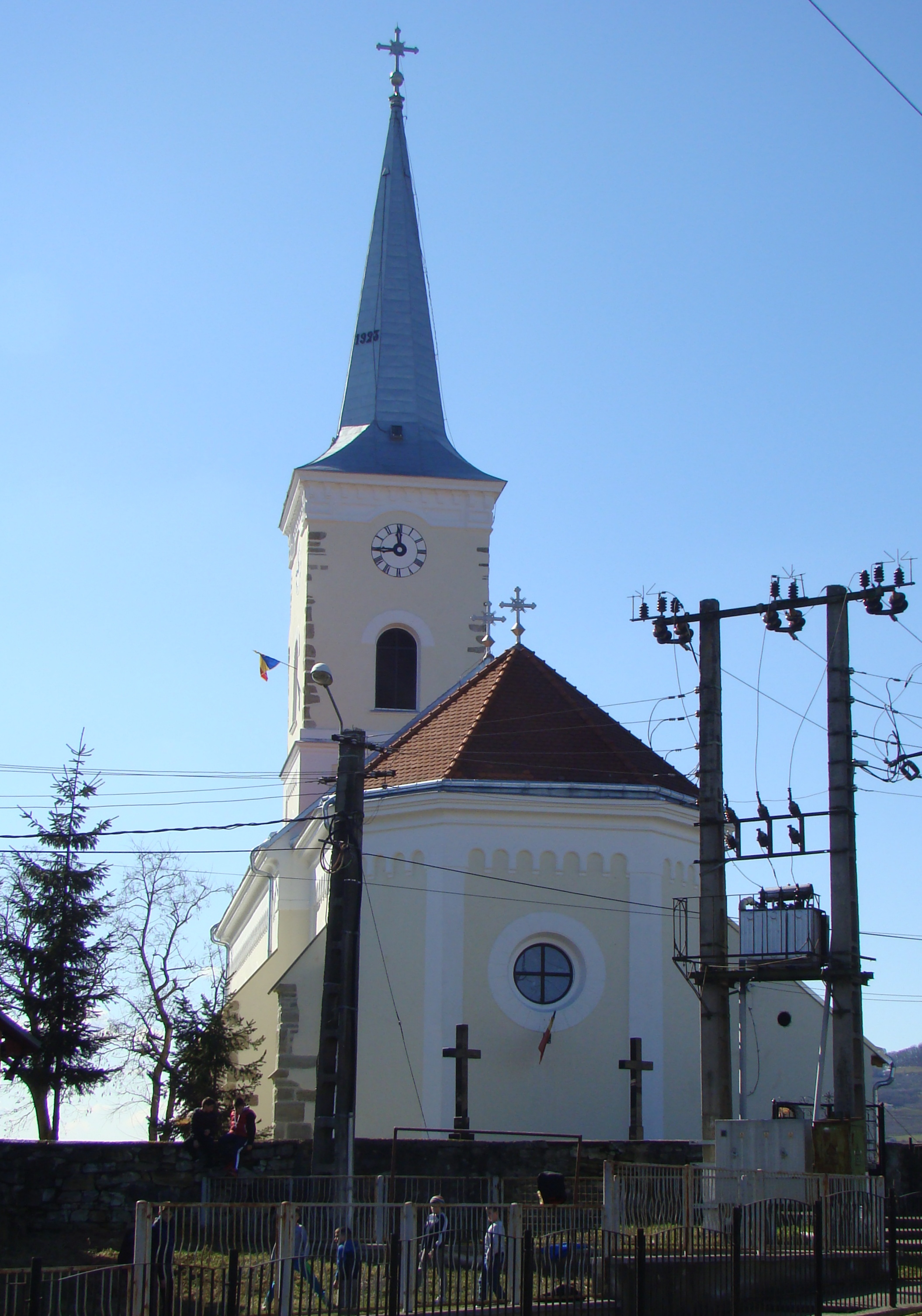
Ortodox (volt evangélikus) templom

## Nevének eredete
Neve az eredeti német Waldorf névből ered, melynek jelentése 'vallon (de legalábbis latin) falu'. Mai román nevét ('egyesülés') a gyulafehérvári gyűlés negyvenedik évfordulója alkalmából kapta. Történeti névalakjai: Waldorf Superiori (1332), Superior Latina, in monte Gallorum (1413), Felsewwaldorf (1443), villa Latina superiori (1486), Wollndorfius (1563).

## Története
1150 körül alapították, telepesei későbbi neve tanúsága szerint vagy valamilyen újlatin nyelvet beszéltek, vagy pedig egy Waldorf nevű faluból érkeztek. Később Beszterce vidékébe tagozódott be és oda is tartozott 1876-ig, amikor Beszterce-Naszód vármegyéhez csatolták.
A mai falu az egykori Felsőaldorf utódja, Alsóaldorf 1602-ben már beolvadt Besztercébe mint annak nyugati külvárosa (Untere Vorstadt). 1640-ben 25 család, 1713-ban 27 szász és 11 román család, 1750-ben 53 szász és 13 román család lakta. 1766-ban román lakóit Naszód vidékére telepítették.
1902 és 1938 között 107 római katolikus cipszer költözött be Bukovinából, főként Iacobeni-ből. 1944. szeptember 17-én a német csapatok kiürítették. Német lakosságának többsége a nagyváradi menekülttáborban vészelte át a front elvonulását. Mikor 1945 tavaszán visszatértek falujukba, ott találták az időközben földhöz juttatott román telepeseket.
1950-ben csatolták közigazgatásilag Beszterce városhoz. Az 1960-as évek végétől szász lakói Németországba települtek.

## Népessége
- 1850-ben 670 lakosából 600 volt német, 44 cigány és 26 román nemzetiségű; 639 evangélikus és 29 görögkatolikus vallású.
- 1900-ban 629 lakosából 503 volt német, 98 román és 27 magyar anyanyelvű; 524 evangélikus, 53 görögkatolikus, 16 református, 15 római katolikus és 10 zsidó vallású. A lakosság 70%-a tudott írni-olvasni és a nem magyar anyanyelvűek 7%-a beszélt magyarul.
- 2002-ben 1653 lakosából 1578 volt román, 56 cigány és 17 magyar nemzetiségű; 1358 ortodox, 210 pünkösdista, 43 görögkatolikus és 12 református vallású.

## Látnivalók
- Ortodox, 1979-ig lutheránus temploma 1448-ban épült, a 18. században átépítették és 1873-ban felújították. Kerítőfal veszi körül. 1821-ben épült orgonáját 1987-ben a kovásznai római katolikus templomnak adták el.
- Általános iskola (1878, a templom mellett).[4]